# Steffen Reinholt
Steffen Reinholt (* 9. Mai 1966 in Horsens) ist ein ehemaliger dänischer Basketballspieler.

## Werdegang
Von Oktober 1982 bis April 1996 spielte Reinholt für die Herrenmannschaft des Horsens IC (HIC). 1992 und 1994 wurde der 2,03 Meter große Innenspieler mit dem HIC dänischer Meister sowie 1995 Sieger des dänischen Pokalwettbewerbs. Später war er Spielertrainer der zweiten Herrenmannschaft des Vereins. 2014 Reinholt als erster Spieler in die Ruhmeshalle des HIC aufgenommen.
Reinholt stand für Dänemark in 61 A-Länderspielen auf dem Feld. In diesen erzielte er eine Gesamtanzahl von 675 Punkten, was einem Mittelwert von 11,1 je Begegnung entspricht. Auch seine Söhne Esben und Tobias wurden Leistungsbasketballspieler.